# Metonomastus romanus
Metonomastus romanus är en mångfotingart som först beskrevs av Karl Wilhelm Verhoeff 1951.  Metonomastus romanus ingår i släktet Metonomastus och familjen orangeridubbelfotingar. Inga underarter finns listade i Catalogue of Life.